# Советская сторона
Сове́тская сторона́ (до 1920-х — Князь-Фёдоровская сторона) — исторически сложившийся район города Ржева Тверской области, охватывающий левобережную часть города по реке Волге. Включает в себя Центр города (левый берег), посёлки и микрорайоны: Кирпичный, Склад-40, мебельного комбината, Шопорово, Захолынский, Семь ветров, Тетерино, Опоки, Краны, Порт, Шихино, Зеленькино и Восточный. На территории района проживает порядка 40 тысяч человек.

## История

План города Ржева (1908 г.)

Сторона получила название Князь-Фёдоровской в память о удельном князе Фёдоре Борисовиче Волоцком (1476—1513), хозяине левобережной части Ржева.
Судя по документам, Фёдор Борисович был человеком решительным и жёстким. Он настойчиво продолжал политику отца — Бориса Волоцкого, стремился сохранить независимость удельного княжества от власти Москвы.
Фёдор вошёл в историю как противник известного деятеля русской православной церкви — Иосифа Санина «Волоцкого», сторонника объединения земель.
Фёдор твёрдой рукой пытался установить в своём княжестве «железный порядок». Его притеснения приводили к тому, что многие жители покидали земли Волоцкого княжества. При нём Ржевичи были обложены тройной данью.
Умер Фёдор в мае 1513 года. После его смерти Волоцкое княжество перешло к великому князю московскому Василию III и перестало существовать. Левобережье Ржева стало владением Москвы.
Окончательно Ржев был объединён в 1521 году, в составе Московской территории.
В 1920-х годах Князь-Фёдоровская сторона была переименована советскими властями в Советскую. Выбор названия был связан с тем, что представители советских властей расположились в левобережье Ржева.

## Экономика
Основу экономики района составляют машиностроительные предприятия ОАО «Ржевский Краностроительный Завод» и ПАО «Электромеханика».
Также промышленность района представлена предприятиями:
- АО «514 Авиационный Ремонтный Завод»;
- АО «55 арсенал»;
- ЗАО «ЭРМЗ» (Ржевский экспериментальный ремонтно-механический завод);
- ЗАО «Ржевкирпич»;
- ООО «РжевМебель» (Ржевский мебельный комбинат).

Из предприятий торговли выделяются: центральный рынок, сети супермаркетов «Дикси», «Пятёрочка», «Магнит»; магазины «Смак», «Люкс», «Лукоморье», «Спортляндия», «Спинор», «Эксперт», «Российская сантехника».
В левобережье Ржева расквартированы две воинские части: в/ч 86286 (55-й арсенал ГРАУ) и в/ч 40963 (6-я бригада воздушно-космической обороны), имеющие свои военные городки (ныне микрорайоны) Склад-40 и Порт.

## Достопримечательности
На Советской стороне сохранилось много памятников дореволюционной эпохи, довоенного и послевоенного времени. Улиц, сохранивших свой первоначальный исторический облик, на Советской стороне не осталось, выделяются лишь отдельные строения конца XIX — начала XX веков. Связано это с тем, что в 50-60 годы XX века Советская сторона была определена под административный и общественный центр города и подверглась более уплотнённой городской застройке в основном домами хрущёвского типа. Старые дореволюционные дома, основательно повреждённые во время войны, были снесены.
Среди памятников истории и культуры можно выделить:
| Порядк. номер | Фотография | Достопримечательность | Местоположение                                                        |
| ------------- | ---------- | --- | --------------------------------------------------------------------- |
| 1             |            | Здание администрации Ржевского района. | Улица Ленина, дом № 11; 56°15′57″ с. ш. 34°19′43″ в. д.               |
| 2             |            | Здание прокуратуры (XIX век.). До октябрьской революции 1917 года в здании располагались Земское собрание и Земская управа. Это был один из красивейших особняков по Большой Ильинской улице. В современном виде здание было отстроено после большого пожара, который пронёсся по Князь-Фёдоровской стороне в 1880 году. В результате него было уничтожено более 200 строений, среди них и двухэтажное здание земской управы. В советское время в здании разместились Прокуратура и Комитет по землеустройству Ржевского района, которые находятся там по сей день. | Улица Ленина, дом № 16; 56°15′58″ с. ш. 34°19′47″ в. д.               |
| 3             |            | Церковь Новомучеников и Исповедников Российских. Одна из новых доминант города. Была окончательно достроена в 2005 году. 8 мая 1995 года, епископ Тверской и Кашинский Виктор произвёл закладку и освящение места под храм. Служба в храме началась с 2004 года. Название храму дано в честь людей, канонизированных православной церковью в XX веке и позднее. Храм выполнен в русском стиле, центрического типа с шатровой звонницей, имеет алтарь над которым вознесен купол с крестом, высотой 10 метров. Общая высота всего храмового сооружения — 37 метров. Архитектор проекта храма — Андрей Владимирович Радыгин. Престольный праздник отмечается в первое воскресенье, следующее за 25 января — Днём памяти Новомученика Киевского митрополита Владимира. Изначально планировалось установить на этом месте памятник В. А. Обручеву, но позже было принято решение о строительстве часовни. В процессе строительства возникла идея деревянного храма, который на последнем этапе воплотился в каменную церковь. | Улица Ленина, дом № 2а; 56°15′44″ с. ш. 34°19′46″ в. д.               |
| 4             |            | Церковь Великомученицы Варвары. Деревянная однопрестольная церковь. Построена в 2004 году по инициативе и на средства Ржевского производственного объединения ОАО «Электромеханика» в память уничтоженной Варварьинской церкви Всехсвятского кладбища. | Улица Краностроителей; 56°15′44″ с. ш. 34°20′43″ в. д.                |
| 5             |            | Военное мемориальное кладбище. Открыто 28 сентября 2002 года. Состоит из двух секторов: советского мемориального и немецкого военного кладбищ. Главное назначение комплекса — примирение двух народов. Изначально, из-за разногласия в обществе, на немецкой стороне захоронения не производились, ограничились лишь католическим поминальным крестом, но уже к концу 2000-х первые останки немецких солдат всё же были преданы земле. Летом 2012 года были установлены мемориальные плиты, кладбище приняло европейский вид. На советском кладбище оборудованы воинские мемориалы, отстроена православная часовня во имя Святого Александра Невского. | Осташковское шоссе; 56°17′06″ с. ш. 34°17′17″ в. д.                   |
| 6             |            | Ржевский филиал Тверского государственного университета. Размещается в одном из исторических домов по Большой Ильинской улице (ныне Ленина). Дом построен в 1894 году. До революции в нём располагалась городская усадьба зажиточного купца Цыбина. Его жена, была регентом церковного хора Покровской (старообрядческой) церкви. После октябрьской революции вместе с мужем и дочерью принимала активное участие в антисоветской деятельности. | Улица Ленина, дом № 5; 56°15′48″ с. ш. 34°19′43″ в. д.                |
| 7             |            | Центральный рынок. Крупнейший рынок города Ржева и района. Построен в конце 1980-х годов по проекту архитектурной мастерской ОСК ЭНПИ, архитектор: М. Бубнов, инженеры: В. Травуш, М. Заполь. Рынок строился под замену старого городского рынка, располагавшегося на площади Коммуны. Издалека силуэт центрального рынка напоминает очертания египетских пирамид, внутри его один просторный зал. Рынок многопрофильный: колхозный, вещевой, продовольственный и мясной. | Трудовая улица, дом № 1; 56°16′14″ с. ш. 34°19′52″ в. д.              |
| 8             |            | Калининские дома. Четырёхэтажные жилые дома построенные в 1936 году в стиле Советского монументального классицизма. Примыкают с севера к площади Революции. Дома предназначались для работников управления Калининской железной дороги, располагавшегося до 1953 года во Ржеве, поэтому и получили название «Калининские». Примечательны тем, что являются первыми благоустроенными домами Ржева, где появились вода и централизованное отопление. В период Великой Отечественной войны, летом-осенью 1942 года, за дома велись кровопролитные бои с немецко-фашистскими войсками. В одном из таких боёв погиб старший сержант Никита Головня, закрывший собой амбразуру вражеского дзота. Об этом факте повествует мемориальная доска на одном из домов. Сегодня «Калининские дома» считаются одними из красивейших в городе. | Ленинградское шоссе, дома № 29, 31/1; 56°16′12″ с. ш. 34°19′44″ в. д. |
| 9             |            | Почтамт. Примечательное здание на Советской площади построенное в стиле Советского монументального классицизма. Первоначально строилось как «Дворец Советов», однако после постройки назначение здания было изменено. Сейчас здесь располагаются центральный телеграф и почта. | Советская площадь, дом № 16; 56°15′48″ с. ш. 34°19′52″ в. д.          |
| 10            |            | Памятник Ленину на Советской площади. Монументальный памятник В. И. Ленину был возведён в 1938 году в южной части Советской площади. К памятнику пристроена трибуна для проведения демонстраций. Ниже памятника обустроена обширная площадка, на которой в советское время и сейчас проводятся митинги и демонстрации. Во время Великой Отечественной войны памятник был разрушен и восстановлен уже в 1952 году, правда в другом варианте — вождь опустил правую руку. | Советская площадь; 56°15′48″ с. ш. 34°20′04″ в. д.                    |
| 11            |            | Памятник революционерам. Расположен на площади Революции. Символизирует единство революционных солдат, рабочих и крестьян. За основу взяты образы делегатов II Всероссийского съезда Советов от города Ржева: К. Г. Жигунова, И. Х. Бодякшина и Ш. С. Иоффе. Открытие памятника состоялось 7 ноября 1987 года, в канун 70-летия Великого Октября. Памятник представляет собой квадратную платформу, на которой установлены три стоящие рядом друг с другом постамента с бюстами. На постаментах закреплены развивающиеся бронзовые ленты и табличка с надписью «Да здравствуетъ революция рабочихъ, солдатъ и крестьянъ». По бокам платформы имеются лестничные спуски, по углам расставлены клумбы украшенные изображением «серпа и молота». | Площадь Революции; 56°16′10″ с. ш. 34°19′44″ в. д.                    |
| 12            |            | Стела в честь освобождения Ржева. Расположена возле старого ржевского моста. Установлена в 1944 году в честь освобождения города Ржева от немецко-фашистских войск. Является единственным монументом Ржева возведённым в годы войны. Стела представляет собой высокий постамент в виде факела, собранный из гранитных блоков. Рядом с постаментом расположена площадка для возложения цветов и венков. К площадке ведёт лестница состоящая из пяти ступеней. По центру высокого постамента размещена мемориальная плита. Открытие монумента состоялось 3 марта 1944 года, в первую годовщину освобождения города. После награждения города орденом Отечественной войны I степени, состоявшегося 2 марта 1978 года, на вершине постамента, в центре надстройки из белого известняка в виде языков пламени, было размещено рельефное изображение этого ордена. | на спуске возле старого моста; 56°15′38″ с. ш. 34°20′11″ в. д.        |
| 13            |            | Памятник артиллеристам освобождавшим Ржев. Памятник был открыт в ноябре 1967 года. 57-мм противотанковая пушка образца 1941 года (ЗИС-2) была поставлена на постамент размером 3х6х1,5 метра изготовленный из камня и бетона. Имеется мемориальная доска, на которой выгравировано: «Здесь кровью речные омыты откосы, Здесь дымом пропитан бетон батарей, Здесь курс на бессмертье держали солдаты В боях за свободу Отчизны своей». | Аллея Славы; 56°15′38″ с. ш. 34°20′11″ в. д.                          |
| 14            |            | Обелиск освободителям Ржева. Установлен на массивном гранитном постаменте на высоком берегу реки Волги. С четырёх сторон к основанию постамента ведут широкие лестницы. На постаменте изображены барельефы, прославляющие героику Великой Отечественной войны, надписи, славящие героев, и текст сводки Совинформбюро за 3 марта 1943 года. У подножья обелиска могила неизвестного солдата и Вечный огонь. Рядом располагаются братские могилы командиров Красной Армии, ржевских партизан и подпольщиков. Здесь покоятся А. Ф. Куприянов, А. П. Телешев, В. И. Новожёнов, А. В. Беляков, В. Е. Елисеев, С. М. Лебедев и многие другие. Обелиск был создан по проекту архитекторов А. Усачёва и Т. Шульгиной, скульпторов: В. Мухина, В. Федченко и И. Чумака. Торжественно открыт 1 августа 1963 года. | Курган Славы; 56°15′35″ с. ш. 34°20′21″ в. д.                         |
| 15            |            | Аллея Героев Советского Союза участников Ржевской битвы. Открыта 27 июня 2008 года в парке имени Грацинского и приурочена к 65-летию Победы в Великой Отечественной войне. Проект осуществлялся по инициативе ассоциации Тверских землячеств, за счёт народных средств. Здесь на мемориальных таблицах увековечены все Герои Советского Союза участвовавшие в Ржевской битве, от трижды Героя маршала Покрышкина, до рядовых бойцов. | Пушкинская набережная; 56°15′40″ с. ш. 34°20′06″ в. д.                |
| 16            |            | Стела «Ржев — Город воинской славы». Открыта 8 мая 2010 года в память о присвоении Ржеву почётного звания «Город воинской славы». Представляет собой 10 метровый гранитный монумент, на постаменте которого закреплена табличка с текстом Указа о присвоении Ржеву почётного звания «Город воинской славы», по краям монумента установлены четыре куба с барельефами изображающими основные вехи военной истории города. Вершину стелы украшает позолоченный герб Российской Федерации. | Советская площадь; 56°15′47″ с. ш. 34°20′00″ в. д.                    |
| 17            |            | Памятник военкому В. В. Грацинскому. Памятник-обелиск первому ржевскому военкому Василию Васильевичу Грацинскому был торжественно открыт на его могиле в первую годовщину Великого Октября — 7 ноября 1918 года. Обелиск выполнен из чёрного мрамора и представляет собой цилиндрическую колонну, поставленную на четырёхгранное основание, у подножья плита с надписью — «Помни Октябрь 1917—1918 г. Годы Великой борьбы за Социализм». Памятник был изготовлен в Москве по проекту ржевского архитектора Д. В. Чупятова. 27-летний военком Грацинский, командир отряда в 1000 штыков, пал в бою с белочехами 2 сентября 1918 года в районе села Моркваши близ Казани и был похоронен 11 сентября 1918 года во Ржеве, в Никольском саду, ныне носящем его имя. | Советская площадь; 56°15′40″ с. ш. 34°20′07″ в. д.                    |
| 18            |            | Памятник советским лётчикам — самолёт «МиГ-17». Установлен на высоком левом берегу Холынки в 1973 году в честь советских лётчиков освобождавших Ржев. Выбор в пользу именно этого типа самолёта был сделан неслучайно. Именно МиГ-17 после войны успешно осваивал ржевский авиагарнизон, которым командовал знаменитый лётчик-ас Александр Покрышкин. Как сам Покрышкин, так и многие его подчинённые, были непосредственными участниками Ржевской битвы, и именно работа по освоению этой машины связала тогда всех ржевских фронтовиков воедино. Памятник представляет собой самолёт модификации МиГ-17ПФУ снаряжённый пушечным и ракетным вооружением, поднятый на высокий постамент состоящий из трёх плит, под каждое шасси самолёта. Памятник установлен таким образом, что с правого берега реки Холынки и от обелиска освободителям города открывается отличный вид на самолёт. МиГ-17 как будто взмывает над долиной реки.                                                                                       | Микрорайон «Семь ветров»; 56°15′40″ с. ш. 34°20′31″ в. д.             |
| 19            |            | Памятник генерал-полковнику авиации М. М. Громову. Установлен в сквере на возвышении около реки Холынки, рядом с памятником-самолётом «МиГ-17». Памятник был изготовлен в рамках проекта «Аллея российской cлавы» его автором и воплотителем М. Л. Сердюковым и им же подарен городу. Торжественное открытие памятника состоялось 15 июля 2017 года. Установка памятника М. М. Громову на ржевской земле неслучайна. Известный авиатор провёл во Ржеве детство, долгое время здесь проживали его родители. | Микрорайон «Семь ветров»; 56°15′40″ с. ш. 34°20′34″ в. д.             |
| 20            |            | Здание Государственного банка. Построено в 1908 году как отделение банкирского дома Рябушинских. Открытие отделения было связано с решением Рябушинских заняться производством льна. Выбор пал на Ржев, где к 1912 году Рябушинские запустили свою первую фабрику — РАЛО. К 1917 году Рябушинские сосредоточили в своих руках 17,5 % всего льняного производства Российской империи. Здание банкирского дома выполнено в лучших традициях русского модерна. Обилие архитектурных деталей в сочетании с тщательно продуманной декоративной отделкой фасада и башней со шпилем создаёт неповторимый колорит. В советское время шпиль был увенчан пятиконечной звездой из красного стекла наподобие Кремлёвских звёзд. | Пушкинская набережная, дом № 17; 56°15′42″ с. ш. 34°20′00″ в. д.      |
| 21            |            | Дом купцов Образцовых. Памятник архитектуры конца XVIII — начала XIX века. Построен в стиле раннего классицизма. В настоящее время здание занимает межмуниципальный отдел МВД России «Ржевский». | Советская площадь; 56°15′45″ с. ш. 34°20′01″ в. д.                    |
| 22            |            | Здание бывшей женской гимназии. Женская гимназия во Ржеве была открыта в 1893 году. В неё принимались девочки с 8 лет всех сословий. Обучение было платным. Для помощи девушкам из малообеспеченных семей предусматривалось финансирование из городского бюджета. В 1911 году в гимназии обучалось около 300 девочек. В период немецкой оккупации города, с 1941 по 1943 год, в здании размещался Ржевский 4-й отдел гестапо. После войны здание было передано швейной фабрике «Чайка». | Улица Володарского, дом № 101/4; 56°15′56″ с. ш. 34°20′04″ в. д.      |
| 23            |            | Гостиница «Ржев». Девятиэтажная современная гостиница на 76 номеров. В номерах имеются телевизоры, холодильники, электрочайники и в зависимости от категории номера — микроволновые печи и кондиционеры. Гостиница расположена в центре города, на высоком берегу реки Волги. Из окон открываются живописные виды на город. На первом этаже гостиницы и в пристройках располагаются: ресторан, кафе, бильярд, казино, дискотека, киноконцертный зал, массажный салон, парикмахерская и магазин. | Улица Ленина, дом № 2; 56°15′44″ с. ш. 34°19′49″ в. д.                |
| 24            |            | Здание вокзала «Ржев-I». Построено в 1960 году взамен старого Александровского вокзала открытого ещё в 1874 году и уничтоженного в годы Великой Отечественной войны. На станции останавливаются все проходящие пассажирские поезда. | Ленинградское шоссе, дом № 1; 56°16′18″ с. ш. 34°18′37″ в. д.         |
| 25            |            | Здания немецкой постройки в Порту. «Немецкими» во Ржеве называют некоторые здания, которые строили или восстанавливали пленные немцы сразу после войны. Немцы работали во Ржеве с 1943 до конца 1946 года и за это время успели привести в порядок многие городские дома. Содержались пленные в тяжёлых условиях, жили в изоляции в старинном здании ржевской тюрьмы (ныне СИЗО № 3). Дома в военном городке «Ржев-3» (Порт), предназначались для лётчиков 88-го истребительно-авиационного корпуса, после войны дислоцированного во Ржеве. Часто при строительстве использовали трофейные строительные материалы и документацию. Первые четыре довоенных дома в Порту в народе именовались «домами полковника» из-за своего расположения друг за другом, как «шпалы» на петлицах полковников тех времён. | Улица Челюскинцев, дома № 13 — 20; 56°15′45″ с. ш. 34°22′05″ в. д.    |

## Основные улицы района
- Улица Ленина;
- Ленинградское шоссе;
- Улица Александра Фролова;
- Улица Бехтерева.